# Herrera de Alcántara
Herrera de Alcántara és un municipi de la província de Càceres, a la comunitat autònoma d'Extremadura (Espanya).

## Demografia
| 2001 | 2002 | 2003 | 2004 | 2005 | 2006 |
| ---- | ---- | ---- | ---- | ---- | ---- |
| 312  | 320  | 314  | 295  | 279  | 293  |